# Eurychilopterella keltoni
Eurychilopterella keltoni är en insektsart som beskrevs av Stonedahl in Stonedahl, Lattin och Razafimahatratra 1997. Eurychilopterella keltoni ingår i släktet Eurychilopterella och familjen ängsskinnbaggar. Inga underarter finns listade i Catalogue of Life.